# Cleora undaria
Cleora undaria là một loài bướm đêm trong họ Geometridae.